# F(x) (formație)
f(x) este un grup de fete din Coreea de Sud format din SM Entertainment. Grupul este format din patru membre: Victoria, Amber, Luna și Krystal. Inițial un grup format din cinci piese, Sulli a părăsit grupul în august 2015. 
f(x) a debutat oficial în septembrie 2009 odată cu lansarea single-ului digital „La Cha Ta”. Albumul lor de studio de debut, Pinocchio (2011), și cele două piese extinse Nu Abo și Electric Shock au produs trei single-uri numărul unu pe Gaon Digital Chart . Aclamatul al doilea album de studio, Pink Tape (2013), a fost singurul album K-pop de pe canalul de muzică american din Fuse, „41 cele mai bune albume din 2013”.  Al treilea și al patrulea album al grupului, Red Light (2014) și 4 Walls (2015), au avut succes comercial și au fost bine primite de criticii de muzică. După lansarea single-ului „ All Mine ” din SM Station în 2016, grupul a oprit promoțiile grupului, iar membrele s-au angajat în cariere individuale de muzică, actorie și modeling. În august 2019, f(x) s-a reunit oficial ca o piesă în trei (fără Victoria din cauza la promoții în țara ei nativă, China) și a concertat la concertul SM Town Live 2019 de trei nopți din Tokyo.
Pe data de 1 Septembrie 2019, Amber a părăsit SM Entertainment, iar pe data de 5 Septembrie 2019, Victoria și Luna au părăsit și ele SM Entertainment, deși contractul Victoriei cu SM este încă neclar.  În August 2020, s-a anunțat că membra Krystal se pregătește să părăsească și ea SM.

## Membri
- Victoria
- Amber
- Luna
- Krystal

### Foști membri
- Sulli (decedată pe 14 octombrie 2019) [6]

## Discografie

### Albume de studio
- Pinocchio (2011)
- Hot Summer (2011)
- Pink Tape (2013)
- Red Light (2014)
- 4 Walls (2015)

### EP
- Nu ABO (2010)
- Electric Shock (2012)

### Single-uri
- La Cha Ta (2009)
- Chu~♡ (2009)
- Pinocchio/Hot Summer (2015) (Japonia)
- Wishlist (2015)
- All Mine (2016)
- 4 Walls/Cowboy (2016) (Japonia)